# 최희준의 왜?
《최희준의 왜?》는 TV조선에서 매주 평일 밤 9시에 방송되었던 텔레비전 프로그램이다.

## MC
- 최희준

## 동시간대 경쟁 프로그램
- KBS 뉴스 9 (KBS 1TV)
- 뉴스 21 (YTN)
- 뉴스리뷰 (연합뉴스TV)